# 野良猫とパパ活
『野良猫とパパ活』（のらねことパパかつ）は、 2020年4月3日に公開された日本映画。オリジナルビデオ作品。

## 概要
谷崎潤一郎『痴人の愛』をモチーフに小説家と放浪癖のある少女との出会いを描く官能エロスドラマ。劇場公開も模索されていたがオリジナルビデオのみのリリースとなっている。
監督は『ワリキリ』や『カテキョのセンセ。』などの能登秀美。主演は数々の映画に出演する奈良坂篤、Instagramで16万人以上のフォロワーを持ち劇映画初出演となる乃木蛍。
主人公・文明の独白ナレーションで物語は進んでいく。

## あらすじ
かつて処女作にしてベストセラーを世に出した小説家の文明（ふみあき）。コラムやエッセイで日銭を稼ぎ、一定の人気と暮らしをしているが、小説が書けないまま還暦を迎えようとしていた。ある日、ふとした気まぐれから編集者の高橋と立ち寄ったバーで、代理バーテンダーをしていた少女・愛純と出会う。

## キャスト
文明
演 - 奈良坂篤
かつてはベストセラー小説家。現在はエッセイ、紀行文などの文筆家。小説第二作を書けぬまま59歳を迎える。高尚な文豪に憧れるも、愛純と出会ってからはご機嫌取りに腐心し、月々の小遣いの代わりにクレジットカードを与えるなど身を崩していく。
愛純
演 - 乃木蛍
バーを任されている少女。読みは「あずみ」。もともとは客で会ったが、店主が遁走してしまったため代理を務める。気分で店を閉めるなどマイペースな性格。酒のことは無知。
元子
演 - 並木塔子
文明の元妻。現在は高橋と交際。
高橋
演 - 佐藤良洋
文明の担当編集者。密かに文明の前妻である元子と交際する。
村上
演 - 神森仁斗
新人編集者
男
演 - 鈴木一成

## スタッフ
- 監督・編集：能登秀美[3]
- 脚本：家中泰造
- 撮影：中尾正人
- 製作：海津敏行
- 企画：海津昭彦
- 録音：山口勉
- 助監督：中村洋介
- 撮影助手：原伸也
- 録音助手：廣木邦人
- ヘアメイク：つばきち
- 制作部：羽場健司
- 衣装：家中実和子
- キャスティング：久慈厚子
- ポスター撮影：本田あきら
- グレーディング：東海林毅
- ロケ協力：Bar Lagoon
- 制作：スターボード